# Eragrostis udawnensis
Eragrostis udawnensis là một loài thực vật có hoa trong họ Hòa thảo. Loài này được Ohwi mô tả khoa học đầu tiên năm 1967.